# Liste des US Routes au Tennessee
Les US Routes au Tennessee font partie du réseau des US Routes. Celles-ci sont entretenues par le Tennessee Department of Transportation (TDOT). 

## Liste
| Numéro | Longueur (mi) | Longueur (km) | Terminus sud / ouest                                                        | Terminus nord / est                                                         | Créée | Notes                                                                                               |
| ------ | ------------- | ------------- | --------------------------------------------------------------------------- | --------------------------------------------------------------------------- | ----- | --------------------------------------------------------------------------------------------------- |
| US 11  | 124,86        | 200,94        | US 11 à la frontière de la Géorgie près de Lookout Mountain                 | US 11E / US 11W / US 70 à Knoxville                                         | 1926  | |
| US 11W | 109,16        | 175,68        | US 11 / US 11E / US 70 à Knoxville                                          | US 11W / US 421 à la frontière de la Virginie à Bristol                     | 1929  | |
| US 11E | 120.36        | 193.70        | US 11 / US 11W / US 70 à Knoxville                                          | US 11E / US 19 / US 421 à la frontière de la Virginie à Bristol             | 1929  | |
| US 19  | 11,63         | 18,72         | US 11E / US 19W / US 19E à Bluff City                                       | US 11E / US 19 / US 421 à la frontière de la Virginie à Bristol             | 1930  | |
| US 19W | 40,69         | 65.48         | US 19W à la frontière de la Caroline du Nord dans le comté d'Unicoi         | US 11E / US 19 / US 19E à Bluff City                                        | 1930  | |
| US 19E | 30.98         | 49.86         | US 19E à la frontière de la Caroline du Nord près de Roan Mountain          | US 11E / US 19 / US 19W à Bluff City                                        | 1930  | |
| US 23  | 57,38         | 92,34         | I-26 / US 23 à la frontière de la Caroline du Nord dans le comté d'Unicoi   | US 23 à la frontière de la Virginie à Kingsport                             | 1931  | |
| US 25  | 20,14         | 32,41         | US 25 / US 70 à la frontière de la Caroline du Nord près de Del Rio         | US 25W / US 25E / US 70 à Newport                                           | 1926  | |
| US 25W | 110.03        | 177.08        | US 25 / US 25E / US 70 à Newport                                            | US 25W à la frontière du Kentucky à Jellico                                 | 1926  | |
| US 25E | 63.24         | 101.77        | US 25 / US 25W / US 70 à Newport                                            | US 25E à la frontière du Kentucky à Cumberland Gap                          | 1926  | |
| US 27  | 144,80        | 233,00        | US 27 à la frontière de la Géorgie à Chattanooga                            | US 27 à la frontière du Kentucky à Winfield                                 | 1928  | |
| US 31  | 93,01         | 149,69        | I-65 / US 31 à la frontière de l'Alabama à Ardmore                          | US 31W / US 31E / US 41 / US 431 à Nashville                                | 1926  | |
| US 31W | 36,08         | 58,07         | US 31 / US 31E / US 41 / US 431 à Nashville                                 | US 31W à la frontière du Kentucky à Portland                                | 1926  | |
| US 31E | 50.38         | 81.08         | US 31 / US 31W / US 41 / US 431 à Nashville                                 | US 31E / US 231 à la frontière du Kentucky près de Westmoreland             | 1926  | |
| US 41  | 194,58        | 313,15        | US 41 / US 76 à la frontière de la Géorgie à East Ridge                     | US 41 à la frontière du Kentucky près d'Adams                               | 1926  | |
| US 43  | 58,20         | 93,70         | US 43 à la frontière de l'Alabama à Saint-Joseph                            | US 31 / US 412 à Columbia                                                   | 1939  | |
| US 45  | 60,95         | 98,09         | US 45 à la frontière du Mississippi à Guys                                  | US 45W / US 45E à Three Way                                                 | 1926  | |
| US 45  | 0,45          | 0,72          | US 45W / US 45E / US 51 à South Fulton                                      | US 45 à la frontière du Kentucky à South Fulton                             | 1926  | |
| US 45W | 62,33         | 100,31        | US 45 / US 45E à Three Way                                                  | US 45 / US 45E / US 51 à South Fulton                                       | 1926  | |
| US 45E | 61.23         | 98.54         | US 45 / US 45W à Three Way                                                  | US 45 / US 45W / US 51 à South Fulton                                       | 1926  | |
| US 51  | 135,18        | 217,55        | US 51 à la frontière du Mississippi à Memphis                               | US 51 à la frontière du Kentucky à South Fulton                             | 1926  | |
| US 58  | 0,80          | 1,30          | US 25E à Cumberland Gap                                                     | US 58 à la frontière de la Virginie à Cumberland Gap                        | 1980  | |
| US 61  | 11,82         | 19,02         | US 61 à la frontière du Mississippi à Memphis                               | I-55 / US 61 / US 64 / US 70 / US 79 à la frontière de l'Arkansas à Memphis | 1926  | |
| US 64  | 404,10        | 650,30        | I-55 / US 61 / US 64 / US 70 / US 79 à la frontière de l'Arkansas à Memphis | US 64 / US 74 à la frontière de la Caroline du Nord près de Ducktown        | 1933  | |
| US 70  | 478,48        | 770,04        | I-55 / US 61 / US 64 / US 70 / US 79 à la frontière de l'Arkansas à Memphis | US 25 / US 70 à la frontière de la Caroline du Nord près de Del Rio         | 1926  | |
| US 70N | 87,24         | 140,40        | US 70 à Lebanon                                                             | US 127 à Crossville                                                         | 1939  | |
| US 70S | 112,96        | 181,79        | US 70 à Nashville                                                           | US 70 à Sparta                                                              | 1939  | |
| US 72  | 25,63         | 41,25         | US 51 / US 64 / US 70 / US 79 à Memphis                                     | US 72 à la frontière du Mississippi à Collierville                          | 1926  | Seule US Route à débuter et terminer dans un même état mais en le quittant entre ses deux terminus. |
| US 72  | 35,02         | 56,36         | US 72 à la frontière de l'Alabama à South Pittsburg                         | US 41 / US 64 à Chattanooga                                                 | 1926  | Seule US Route à débuter et terminer dans un même état mais en le quittant entre ses deux terminus. |
| US 74  | 62,83         | 101,12        | I-24 / I-75 à Chattanooga                                                   | US 64 / US 74 à la frontière de la Caroline du Nord près de Ducktown        | 1987  | |
| US 76  | 9,46          | 15,22         | US 41 / US 72 à Chattanooga                                                 | US 41 / US 76 à la frontière de la Géorgie à East Ridge                     | 1932  | |
| US 78  | 15,00         | 24,14         | US 64 / US 70 / US 79 à Memphis                                             | US 78 à la frontière du Mississippi à Memphis                               | 1926  | |
| US 79  | 209,83        | 337,69        | I-55 / US 61 / US 64 / US 70 / US 79 à la frontière de l'Arkansas à Memphis | US 79 à la frontière du Kentucky près de Clarksville                        | 1944  | |
| US 127 | 136,67        | 219,95        | US 27 à Chattanooga                                                         | US 127 à la frontière du Kentucky à Static                                  | 1958  | |
| US 129 | 52,80         | 85,00         | US 129 à la frontière de la Caroline du Nord près de Tallassee              | I-40 à Knoxville                                                            | 1935  | |
| US 231 | 121,15        | 194,97        | US 231 / US 431 à la frontière de l'Alabama près de Fayetteville            | US 31E / US 231 à la frontière du Kentucky près de Westmoreland             | 1952  | |
| US 321 | 194,50        | 313,02        | I-40 près d'Oak Ridge                                                       | US 321 à la frontière de la Caroline du Nord près de Butler                 | 1961  | |
| US 411 | 120,84        | 194,47        | US 411 à la frontière de la Géorgie près d'Ocoee                            | US 25W / US 70 à Newport                                                    | 1940  | |
| US 412 | 181,93        | 292,79        | I-155 / US 412 à la frontière du Missouri près de Dyersburg                 | I-65 à Columbia                                                             | 1932  | Seul lien direct entre le Tennessee et le Missouri                                                  |
| US 421 | 43,40         | 69,80         | US 421 à la frontière de la Caroline du Nord à Trade                        | US 11E / US 19 / US 421 à la frontière de la Virginie à Bristol             | 1932  | |
| US 431 | 130,68        | 210,31        | US 231 / US 431 à la frontière de l'Alabama près de Fayetteville            | US 431 à la frontière du Kentucky près de Springfield                       | 1954  | |
| US 441 | 83,28         | 134,03        | US 441 à la frontière de la Caroline du Nord à Newfound Gap                 | US 25W à Lake City                                                          | 1952  | |
| US 641 | 95,87         | 154,29        | US 64 à Clifton Junction                                                    | US 641 à la frontière du Kentucky près de Puryear                           | 1955  | |
|        |               |               |                                                                             |                                                                             |       | |